# خليل الذوادي
خليل إبراهيم محمد الذوادي (مواليد 1 يناير 1949

) سياسي بحريني.

## السيرة
ولد الذوادي في قرية البديع. حصل على ليسانس آداب تخصص اللغة العربية و الدراسات الإسلامية من جامعة الكويت عام 1972 ودبلوم في الإدارة المتقدمة ودبلوم الإدارة التنفيذية من جامعة البحرين عام 1993.
بدأ العمل بوزارة الإعلام عام 1972 والتحق بتلفزيون البحرين منذ نشأته عام 1973. ثم عمل مذيعا وقارئا لنشرات الأخبار بتلفزيون البحرين من عام 1973 ثم ترقى إلى رئيس قسم الأخبار من عام 1973 ثم ترقى إلى مراقب البرامج التلفزيونية من عام 1974 والبرامج الإذاعية من عام 1977 ثم ترقى إلى مدير تلفزيون البحرين عام 1980 ثم ترقى إلى وكيل مساعد للإذاعة والتلفزيون عام 1985 ثم وكيل مساعد للثقافة والتراث الوطني عام 1988 ثم عين الرئيس التنفيذي لهيئة الإذاعة والتلفزيون من 1996 إلى 2004. تقرر نقله إلى ديوان وزارة الخارجية وبالتالي تعيينه سفيرا للبحرين لدى مصر من 2004 إلى 2010 ثم سفير غير مقيم لدى السودان من عام 2005. تم تعيينه عضوا في مجلس الشور من 2010 إلى 2014.

## التكريم
- وسام عيسى بن سلمان آل خليفة من الدرجة الثانية.